# Gangnam Style
„Gangnam Style” (în coreeană: 강남스타일, AFI: [kaŋnam sɯtʰail]) este un single K-pop înregistrat de cântărețul sud-coreean PSY. Piesa a fost lansată în iulie 2012 ca single principal al celui de-al șaselea album al său, PSY 6 (Six Rules), Part 1, și a debutat pe primul loc în clasamentul muzical național din Coreea de Sud. Pe 21 decembrie 2012 „Gangnam Style” a devenit primul videoclip de pe YouTube care a înregistrat un miliard de vizualizări. La 11 martie 2013 videoclipul muzical a fost vizualizat de peste 1,445 miliarde de ori și a devenit cel mai vizionat videoclip de pe YouTube, depășind piesa „Baby” a lui Justin Bieber.
Expresia „Gangnam Style” este un neologism coreean care se referă la un stil de viață asociat cu Districtul Gangnam din Seul. Piesa și videoclipul muzical al acesteia au devenit populare în august 2012, influențând de atunci cultura populară din întreaga lume. „Gangnam Style” a primit un amestec de recenzii pozitive pentru ritmul captivant și pentru mișcările de dans amuzante executate de PSY (care au devenit de asemenea un fenomen) în videoclip și în timpul concertelor din întreaga lume. În septembrie 2012 „Gangnam Style” a fost recunoscut de Guinness World Records drept cel mai „plăcut” videoclip de pe YouTube. Acesta a câștigat ulterior premiul „Cel mai bun videoclip” la MTV Europe Music Awards organizate în același an. Videoclipul a devenit o sursă de parodii pentru diferite persoane, grupuri și organizații, inspirând în același timp grupuri de dansatori din Paris, Roma și Milano la care au participat zeci de mii de tineri. Pe 31 decembrie 2012 peste un milion de oameni au asistat la un concert transmis în direct din Times Square, New York, în care  PSY a interpretat piesa „Gangnam Style” alături de rapperul MC Hammer; precum și în fața Porții Brandenburg din Berlin.
Până la sfârșitul lui 2012, piesa a dominat topurile muzicale din peste 30 de țări, inclusiv Australia, Canada, Franța, Germania, Italia, Regatul Unit, Rusia și Spania. Deși nu a cunoscut un succes răsunător în Japonia, „Gangnam Style” a depășit topul Baidu 500 din China și a fost desemnată de presa de stat ca având o „melodie divină”.
Odată ce piesa a continuat să câștige popularitate și omniprezență, mișcări sale de dans au fost încercate de mai mulți lideri politici cunoscuți, precum prim-ministrul britanic David Cameron, președintele american Barack Obama și secretarul general al ONU Ban Ki-moon, considerând-o o „forță pentru pacea mondială”. Influența sa asupra activismul politic a fost exemplificată de scurt-metrajul Gangnam for Freedom, produs de sculptorul britanic Anish Kapoor pentru a promova libertatea de exprimare cu sprijinul diferitelor organizații pentru drepturile omului precum Index on Censorship și Amnesty International. În conformitate cu divizia de știri a ONU, PSY a devenit o „senzație internațională” prin intermediul piesei „Gangnam Style”.

## Clasamente și certificări
| Chart (2012–13)                       | Peak position |
| ------------------------------------- | ------------- |
| Australia (ARIA)                      | 1             |
| Austria (Ö3 Austria Top 40)           | 1             |
| Belgium (Ultratop 50 Flanders)        | 1             |
| Belgium (Ultratop 40 Wallonia)        | 1             |
| Brazila (Hot 100 Airplay)             | 10            |
| Bulgaria (IFPI)                       | 1             |
| Canada (Canadian Hot 100)             | 1             |
| Colombia (National-Report)            | 3             |
| Cehia (Rádio Top 100)                 | 1             |
| Danemarca (Tracklisten)               | 1             |
| Europe (Euro Digital Songs)           | 1             |
| Finlanda (Suomen virallinen lista)    | 1             |
| Franța (SNEP)                         | 1             |
| Germania (Media Control Charts)       | 1             |
| Greece Digital Songs (Billboard)      | 1             |
| Honduras (Honduras Top 50)            | 1             |
| Ungaria (Dance Top 40)                | 3             |
| Ungaria (Rádiós Top 40)               | 6             |
| Iceland (Tónlist)                     | 3             |
| Irlanda (IRMA)                        | 2             |
| Israel (Media Forest)                 | 1             |
| Italy (FIMI)                          | 1             |
| Japan (Billboard Japan Hot 100)       | 20            |
| Lebanon (Lebanese Top 20)             | 1             |
| Luxembourg (Billboard)                | 1             |
| Mexican Airplay Chart (Billboard)     | 1             |
| Mexico (Monitor Latino)               | 1             |
| Netherlands (Dutch Top 40)            | 1             |
| Olanda (Single Top 100)               | 1             |
| Noua Zeelandă (Recorded Music NZ)     | 1             |
| Norvegia (VG-lista)                   | 1             |
| Poland (Top 5 Video Airplay)          | 1             |
| Polonia (Dance Top 50)                | 6             |
| Portugal Digital Songs (Billboard)    | 1             |
| Romania (Romanian Top 100)            | 42            |
| Russia (2M)                           | 1             |
| Scoția (Official Charts Company)      | 1             |
| Slovacia (Rádio Top 100)              | 7             |
| South Korea (Gaon Digital Singles)    | 1             |
| South Korea (Billboard K-Pop Hot 100) | 1             |
| Spania (PROMUSICAE)                   | 1             |
| Suedia (Sverigetopplistan)            | 2             |
| Elveția (Schweizer Hitparade)         | 1             |
| UK Singles (Official Charts Company)  | 1             |
| US Billboard Hot 100                  | 2             |
| US Pop Songs (Billboard)              | 10            |
| US Rap Songs (Billboard)              | 1             |
| US Hot Dance Club Songs (Billboard)   | 3             |
| Venezuela Top 100 (Record Report)     | 47            |

| Regiune | Certificări | Vânzări   |
| --- | ----------- | --------- |
| Australia (ARIA)                                                                                           | 9× Platinum | 630.000^  |
| Austria (IFPI Austria)                                                                                     | Gold        | 15.000x   |
| Belgia (BEA)                                                                                               | Platinum    | 30.000*   |
| Canada (Music Canada)                                                                                      | 4× Platinum | 320,000^  |
| Danemarca (IFPI Denmark)                                                                                   | 2× Platinum | 60.000^   |
| Germania (BVMI)                                                                                            | Gold        | 150.000^  |
| Italia (FIMI)                                                                                              | 2× Platinum | 60.000*   |
| Noua Zeelandă (RMNZ)                                                                                       | 4× Platinum | 60.000*   |
| Spania (PROMUSICAE)                                                                                        | Platinum    | 40.000^   |
| Suedia (GLF)                                                                                               | 3× Platinum | 120.000x  |
| Elveția (IFPI Switzerland)                                                                                 | 3× Platinum | 90.000x   |
| Regatul Unit (BPI)                                                                                         | ―           | 1,004,747 |
| Statele Unite (RIAA)                                                                                       | 2× Platinum | 4,000,000 |
| *cifrele de vânzări sunt bazate pe un singur certificat ^cifrele cargo sunt bazate pe un singur certificat |             |           |

| Clasament (2012)                                  | Poziție |
| ------------------------------------------------- | ------- |
| Australia (ARIA Singles Chart)                    | 2       |
| Austria (Ö3 Austria Top 40)                       | 13      |
| Belgium (Ultratop 50 Flanders)                    | 7       |
| Belgium (Ultratop 40 Wallonia)                    | 10      |
| Canada (Canadian Hot 100)                         | 37      |
| Denmark (Hitlisten)                               | 3       |
| France (SNEP)                                     | 4       |
| Germany (Media Control AG)                        | 8       |
| Hungary (Rádiós Top 40)                           | 54      |
| Israel (Media Forest Radio Airplay)               | 31      |
| Italy (FIMI)                                      | 13      |
| Olanda (Mega Single Top 100)                      | 5       |
| Noua Zeelandă (NZ Top 40 Chart)                   | 2       |
| Polonia (ZPAV)                                    | 4       |
| Rusia (2M Top 25 Digital Tracks)                  | 6       |
| Coreea de Sud (Billboard K-Pop Hot 100)           | 1       |
| Spania (PROMUSICAE Top 50 Canciones)              | 13      |
| Suedia (Sverigetopplistan)                        | 18      |
| Elveția (Schweizer Hitparade)                     | 10      |
| Regatul Unit (The Official UK Singles Top 100)    | 6       |
| SUA (Billboard Hot 100)                           | 47      |
| IFPI (Global top selling digital singles of 2012) | 3       |